# Буковина (авіакомпанія)
Букови́на (Bukovyna Airlines, також відома як Bukovyna Aviation Enterprise) — колишня чартерна авіакомпанія, що базувалася у Чернівцях, Україна, виконувала чартерні рейси з Міжнародного аеропорту «Чернівці».
У лютому 2021 року український уряд відкликав операційну ліцензію авіакомпанії, припинивши всі операції

## Про компанію
Компанію створено 1997 року. 1999 вона стала приватним акціонерним товариством (ПрАТ). 2013-го Буковина була однією з двох українських авіакомпаній, що підпали під дію санкцій США, оскільки компанія надала в лізинг іранським авіакомпаніям Mahan Air та Iran Air власні американські літаки McDonnell Douglas MD-80. А іранські авіакомпанії на той час вже були під дією санкцій з боку уряду США.
В літньому сезоні 2019 року під кодом авіакомпанії «Буковина» виконувалися чартерні перевезення для туристичного оператора JoinUp! бортами, як самої авіакомпанії, так і бортами багатьох інших українських АК (Браво, ЯнЕйр, Анда).

## Флот
Станом на травень 2017, флот авіакомпанії «Буковина» становлять такі літаки:
Середній вік літаків на вересень 2016 року — 25,8 років.

### Були в експлуатації
- British Aerospace BAe 146—300
- Fokker 100
- 2 McDonnell Douglas MD-82[9]
- McDonnell Douglas MD-83
- McDonnell Douglas MD-88